# Justin Purll
Pas d'image ? Cliquez ici

a Compétitions nationales et continentales officielles uniquement.

Dernière mise à jour le 5 décembre 2015.
Justin Purll, né le 13 novembre 1979, est un ancien joueur de rugby à XV australien, qui évolue comme deuxième ligne (1,97 m pour 110 kg), reconverti entraîneur.
De 2001 à 2009, il joue en Italie à Rugby Calvisano. Il dispute 27 matchs de la Coupe d'Europe de rugby à XV avec Calvisano, ce qui en fait un des plus expérimentés du club. Calvisano connaît des soucis financiers, il rejoint le club du Rugby Club I Cavalieri Prato. Il joue ensuite pour les clubs français de l'Union Bordeaux Bègles puis de l'USA Perpignan lors de sa dernière saison.
Lors de la saison 2014-2015, il est entraîneur du Rugby Olympique de Grasse en Fédérale 2 aux côtés de Gerard Fraser. Les deux hommes permettent au club de monter en Fédérale 1. En 2015, Justin Purll quitte le club et rentre en Australie avec sa famille.

## Carrière

### Clubs successifs

#### Joueur
- 2001-2009 : Rugby Calvisano
- 2009-2010 : Rugby Club I Cavalieri Prato
- 2010-2013 : Union Bordeaux Bègles (Pro D2) puis (Top 14)
- 2013-2014 : USA Perpignan

#### Entraîneur
- 2014-2015 : Rugby olympique de Grasse

## Palmarès

### Club
- Champion d'Italie : 2005
- Vainqueur de la Coupe d'Italie : 2004